# 林辰涛
林辰涛，中华人民共和国教育部长江学者讲座教授，福建农林大学基础林学与蛋白质组学研究中心教授、主任，加州大学洛杉矶分校分子细胞与发育生物学系教授，主要从事植物光信号传导机制、植物RNA表观遗传学等方面的研究工作。